# Giorgio Milesi
Giorgio Milesi (Bergamo, 27 ottobre 1927 – Gorle, 5 aprile 2008) è stato un saggista, scrittore e artista italiano.

## Biografia
Milesi dopo una prima laurea in Scienze Agrarie, consegue anche la laurea in Lingue, che lo porterà a perseguire l'attività di professore presso alcuni licei della bergamasca.  L'attività di scrittore inizia per motivi professionali: la sua iniziale notorietà è legata alla folta pubblicazione di grammatiche e corsi per l'insegnamento della lingua inglese. Fra i numerosi libri di testo da lui scritti, degno di nota è la grammatica italiana per studenti inglesi Italiano vivo, che viene tuttora distribuita dalla casa editrice Nelson and Sons ltd.  Successivamente il suo grande interesse nei confronti dell'incisione, lo porta a pubblicare, fra altre opere, il Dizionario degli incisori. Sono riconducibili all'intero arco della sua vita incisioni da lui stesso realizzate, nonché alcune opere pittoriche. Negli ultimi anni della sua vita si è dedicato alla scrittura di favole e brevi romanzi.

## Opere
Autore di numerosi libri di testo per le scuole superiori, Milesi ha pubblicato vari saggi storici sull'arte e libri per ragazzi.